# ウォルフ1061 c
ウォルフ1061 c(Wolf 1061 c)は地球から見てへびつかい座の方向に14光年離れた位置にある赤色矮星、ウォルフ1061を17.867日で公転している太陽系外惑星である。その存在は2015年に発表された。

## 特徴
質量は少なくとも地球の4.25±0.37倍はあり、半径は推測であるが、地球の1.64倍あるとされている。この質量からウォルフ1061 cはスーパーアースの可能性が高い。さらにウォルフ1061 cはウォルフ1061のハビタブルゾーンの中を公転していると考えられている為、仮にウォルフ1061 cが岩石惑星である場合、表面に液体の水や生命が存在できる可能性がある。生命の存在が期待される太陽系外惑星としては地球から3番目に近い(1番はくじら座τ星eとfの11.9光年、2番はカプタインbの12.8光年)。しかし、ウォルフ1061 cは主星に対して常に同じ面を向けて公転している可能性が高い。その場合、生命が存在できる領域は大幅に限られてしまう。